# Собор Молдавских святых
Собор Молдавских святых — праздник Русской православной церкви, установленный в честь святых, чья жизнь проходила или связана с Молдавией. Установлен в 2004 году патриархом Московским Алексием Вторым. Днём празднования является 1 (14) октября.

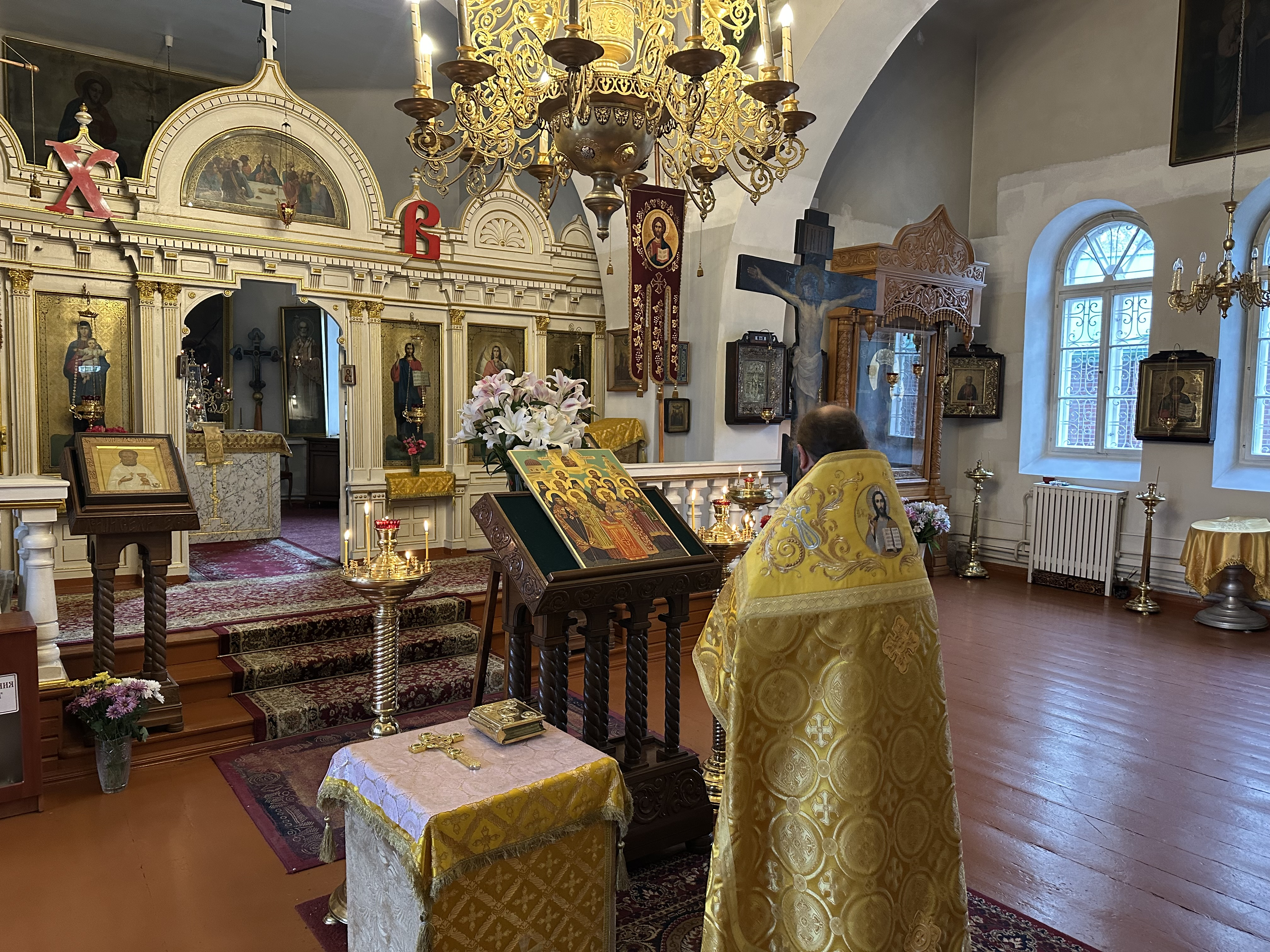
Освящение иконы Молдавских святых в Йыхви

## Списки святых
В Собор святых включены следующие имена:
1. Прп. Параскева Сербская, (+ XI век, память 14 (27) октября)
2. Вмч. Иоанн Сочавский, Белгородский (+ 1330, память 2 (15) июня)
3. Блгв. господарь Молдавский Стефан Великий (+ 1504, память 2 (15) июля)
4. Свт. Петр (Могила), митр. Киевский (+ 1646, память 31 декабря (13 января))
5. Свт. Досифей (Дософтей) Молдавский (+ 1693, память 13 (26) декабря)
6. Прп. Паисий Величковский (+ 1794, память 15 (28) ноября)
7. Прп. Антипа Валаамский (+1882, память 10 (23) января)
8. Св. Мч. Митрополит Феодосий  Молдавский (+1694, память 22 сентября (5 октября))
9. Свт. Варлаам, митр. Молдавский (+ 1657, память 30 августа (12 сентября))
10. Прп. Иосиф  Бисериканский (+ XV, память 1 (14) октября)
11. Прп. Кирияк Бисериканский (+ XVII, память 1 (14) октября)
12. Прп. Рафаил из Старой Агапии (+XVII, память 21 июля (3 августа))
13. Прп. Партений из Старой Агапии (+XVII, память 21 июля (3 августа))
14. Прп. Кирияк из Тазлэу (+XVII, память 9 (22) сентября)
15. Прп. Симион из Пынгэраць (+ XVI, память 7 (20) сентября)
16. Прп. Амфилохий из Пынгэраць (+ XVI, память 7 (20) сентября)
17. Прп. Иосиф из монастыря Вэратек (+ 1828, память 16 (29) августа))
18. Свт. Пахомий из Гледина (+1724, память 14 (27) апреля)
19. Свт. Леонтий из Рэдэуць (+ XIV, память 1 (14) июля)
20. Прп. Феодора (+ XVII, память 5 (18) августа)
21. Прп. Иоанн из Рышка и Секу (+1685, память 30 августа (12 сентября))
22. Прп. Онуфрий из монастыря Ворона (+ 1789, память 9 (22) сентября)
23. Прп. Даниил (+1496, память 18 (31) декабря)
24. Прп. Макарий Сахарнский (+1969, память 13 (26) мая)
25. Прп. Иоанн, Новый Хозевит (+1960. память 5 (18) августа)